# Флавиан (Попов)
Епископ Флавиан (в миру Васил Попов; 28 января 1884, село Церова-Кория (ныне община Велико-Тырново, Великотырновская область) — 1 апреля 1956, Присовский Михайло-Архангеловский монастырь, община Велико-Тырново, Великотырновская область) — епископ Болгарской православной церкви, титулярный епископ Знепольский.

## Биография
Начальное образование получил в родном селе, а прогимназию закончил в Тырново. Продолжил образование в Самоковском богословском училище, которое впоследствии будет преобразовано в Софийскую духовную семинарию.
После окончания Самоковского училища в течение одного года работал учителем в родном селе, после чего в течение трёх лет был кассиром-счетоводом Тырновской епархии.
С сентября 1908 года обучался в Петербургской духовной академии, которую окончил в 1912 году с правом «держать экзамены через год».
По возвращении в Болгарию с 1912 до 1916 года служил секретарём Тырновской епархии.
С 1916 по 1918 година — счетовод в Министерстве обороны.
В 1918 году назначен учителем Бачковского священнического училища. С сентября 1921 година был учителем в Черепишском священническом училище.
В таком качестве 30 июля 1923 года в столичном храме Вознесения Господня («Св. Спас») митрополитом Охридским Борисом (Георгиевым) был пострижен в монашество с именем Флавиан, который на следующий день рукоположил его в сан иеродиакона. Вскоре был рукоположён в сан иеромонаха.
В 1923/1924 учебном году иеромонах Флавиан был ректором священнического училища в Бачковском монастыре.
С осени 1924 года служил ректором священнического училища в Черепишском монастыре; оставался в этой должности до конца августа 1933 года.
14 января 1926 года был возведён в сан архимандрита.
От 1 сентября 1933 до 11 ноября 1936 года был игуменом на Рыльского монастыря.
С 12 ноября 1936 до конца 1937 года служил начальником на Культурно-просветительского отдела при Священном Синоде Болгарской православной церкви.
С 1 января 1938 до 1 сентября того же года — вновь игумен Рылского монастыря.
С 15 сентября 1938 до июня 1940 года был ректором Пловдивской духовной семинарии.
Архимандрит Флавиан принял ректорский пост, на котором продолжил усилия своих предшественников в поднятии престижа семинарии. Во время его ректорства сформировалась опытная и авторитетная учительская коллегия, среди которой имена Мирчо Богоева, Димитра Поптомова, отца Михаила Шишкина, Константина Цицелкова, Владимира Иваницкого, иеромонахов Тихона и Григория, проф. д-р Бояна Пиперова, доц. Апостола Пихайлова и других.
23 июня 1940 года в кафедральном храме-памятнике святого Александра Невского в Софии был хиротонисан в титулярного епископа с титулом «Знеполский» и назначен викарием митрополита Софийского Стефана (Шокова).
В 1944 году во время одной из бомбардировок Софии, епископ Флавиан был ранен. Вследствие чего в конце года был освобождён от всех административных обязанностей и поселился в монастыре святого Архангела Михаила близ села Присово, где он жил до своей смерти.
Скончался 1 апреля 1956 года в монастыре святого Архангела Михаила близ села Дебелец, община Велико-Тырново, Великотырновская область. Похоронен там же.